# Gospođa Barbara
Doña Bárbara je telenovela nastala prema istoimenom romanu Rómula Gallegosa i adaptaciji Valentine Parrage, koji je uspješno ukazao na sukob ruralnog područja Južne Amerike i njegovih stanovnika s modernom civilizacijom koja sa sobom donosi nova pravila i zakone. U seriji 'Dona Barbara' ovaj sukob mentaliteta predstavit će protagonisti nove telenovele Edith Gonzales, Christian Meier i Genesis Rodriguez.

## Sinopis
Barbarita Guaimaran je mlada djevojka koja je odrasla u siromaštvu i nesretnim okolnostima. Njen otac je bio kapetan starog broda koji je prevozio razna dobra, a nakon smrti majke Barbaritu je odgojila Eustaquia, Indijanka koja se odluči brinuti za nju nakon majčine smrti. Sudbina spoji Barbaru s Asdrubalom, mladim i obrazovanim avanturistom kojeg je zaposlio njegov otac. Barbara i Asdrubal se ludo zaljube, no zatim Barbara osjeti gorčinu života. Pobunjenici opsjednu brod Barbarinog oca te ubiju njega i Asdrubala. Nemoćna djevojka postaje lak plijen te biva silovana. Polumrtvu, fizički i psihički uništenu djevojku spasi Eustaquia koja Barbaru nauči tajnama crne magije.
Odrastavši u mržnji, Barbara postaje moćna veleposjednica koja ne preže ni pred čim kako bi ostvarila svoje ciljeve. Zavodeći mnoge i potom ih uništavajući Barbara dolazi na glas opasne žderačice muškaraca.
Njena žrtva je i Lorenzo Barquero, bogati veleposjednik od kojeg Barbara oduzima zemlju i tako postaje moćna veleposjednica. Iz veze s Lorenzom, Barbara rodi Mariselu, koju ostavlja da živi u divljini bez ikakvog dodira s civilizacijom. Njena vladavina bude uzdrmana dolaskom odvjetnika Santosa Luzarda, vlasnika susjedne hacijende 'Altamire' koji nakon što se vrati u rodni kraj sazna sve o okrutnosti Done Barbare koja je prisvojila i dio njegove zemlje. Zajedno sa svojim zaposlenicima i vjernim prijateljima Santos započne borbu kako bi vratio ono što mu je Barbara oduzela. No, Santos ni ne pomišlja kako će i on podleći čarima fatalne Barbare. Njegov susret s fatalnom Barbarom u njemu probudi strast koju ne može kontrolirati. Kako bi se oslobodio iz vlasti Barbare, Santos svoj spas pronađe u Mariseli, koju je odlučio naučiti civiliziranom načinu života. Tako će Santos postati meta Barbarine mržnje i ljutnje, a na hacijendama i tlu Arauce vodit će se okrutna bitka za život iz koje će svatko ponešto naučiti.

## Uloge
| Glumac                | Lik                                | Opis lika |
| --------------------- | ---------------------------------- | --- |
| Edith Gonzalez †      | Bárbara Guaimarán “Doña Bárbara” † | Privlačna žena, poznata kao “Žderačica muškaraca”. Mariselina majka. Zaljubljena u Santosa. Umire na kraju serije. |
| Christian Meier       | Santos Luzardo Vergel              | Obrazovan čovjek. Zaljubljen u Luisanu, zatim u Bárbaru, pa u Mariselu, s kojom se oženi i ima dijete. |
| Génesis Rodríguez     | Marisela Barquero Guaimarán        | Lijepa mlada djevojka. Odrasla u šumi, daleko od civilizacije. Kasnije se trudi postati civilizirana. Zaljubljena u Santosa s kojim na kraju ima dijete.                                                                                            |
| Katie Barberi         | Cecilia Vergel                     | Santosova teta. Obrazovana i vrlo pristojna žena. Pomaže Mariseli. Zaljubljena u Antonija, s kojim ima sina, Toñita. |
| Arap Bethke           | Antonio Sandoval                   | Nadglednikov sin. Živi i radi na Altamiri. Zaljubljen u Ceciliu, s kojom ima sina Toñita. |
| Paulo Quevedo         | Balbino Paiba †                    | Nadglednik Straha. Obavlja Bárbarine mutne poslove. |
| Roberto Mateos        | Lorenzo Barquero †                 | Alkoholičar. Mariselin otac. Pravi vlasnik Barquereñe (Straha). Umire nekoliko dana nakon Mariselinog 18. rođendana. |
| Lucho Velasco         | Melquiades Gamarra “Vrač” †        | Bárbarina desna ruka. Obavlja gotovo sve njene mutne poslove. Zaljubljen u nju. Ubija ga El Sapo. |
| Lucy Martínez         | Eustaquia †                        | Indijanka kojoj je Bárbara kao kći. Poučila ju je crnoj magiji i vračanju. |
| Andrés Ogilvie-Browne | Juan Primito                       | Radi na imanju Strah. Brine se o Mariseli i njen je prijatelj. Blizak je s Eustaquiom, te špijunira ljude na Altamiri po Bárbarinom nalogu. |
| Raul Gutiérrez        | Pukovnik Pernalete                 | Načelnik Arauce. Federicin otac. Bárbarin saveznik. Radi sve što mu ona kaže. Josefin ljubavnik. |
| Ivan Rodríguez        | Melecio Sandoval                   | Antonijev otac. Djed Genoveve, Altagracie, Josefine, Melezie i Gervacie. Nadglednik imanja Altamire. |
| Martha Isabel Bolaños | Josefa de Mojica                   | Mujiquitina žena. Radi u njegovu hotelu. Federicina je prijateljica i saveznica. |
| Alberto Valdiri       | Mujiquita                          | Josefin muž. Radi za pukovnika Pernaletea. Vlasnik je hotela u kojem radi Josefa. Kasnije se oženi Federicom. |
| Juan Pablo Shuk       | Gonzalo Zuluaga                    | Obrazovan čovjek. Pobunjenik protiv vlade. Zaljubljen u Mariselu. |
| Amparo Moreno         | Jacilda                            | Mudra žena. Služavka na Altamiri. |
| Daniela Tapia         | Gervacia Sandoval                  | Jedna od Melecievih unuka. Genovevina, Altagracijina, Josefinina i Melezijina sestra. Ostaje trudna s Leonom Modragónom, ali se kasnije udaje za Carmelita. Kada Carmelito umre zbliži se s Nelsonom.                                               |
| Mimi Morales          | Altagracia Sandoval                | Jedna od Melecievih unuka. Genivevina, Josefinina, Melezijina i Gervacijina sestra. Zaljubljena u Mariu Nievesa. |
| Alejandra Sandoval    | Genoveva Sandoval                  | Najstarija Melecieva unuka. Altagracijina, Josefinina, Melezijina i Gervacijina sestra. Zaljubljena u Pajarotea. |
| Pedro Rendón          | Carmelito †                        | Jedan od radnika na Altamiri. Zaljubljen u Gervaciu. Oženi se njome, te priznaje njeno dijete, iako nije njegov biološki otac. Leon ga ubije. |
| Gary Forero           | León Mondragón †                   | Jedan od radnika naStrahu. Biološki otac Gervacijina djeteta. |
| Roberto Manrique      | Maria Nieves                       | Jedan od radnika na Altamiri. Zaljubljen u Altagraciju. |
| Paula Barreto         | Luisana Requena                    | Obrazovana, bogata i lijepa žena. Govori mnogo jezika. Kumče je predsjednika. Santosova je bivša zaručnica. Dolazi na Altamiru u namjeri da joj se Santos ponovno vrati. Skoro umire nakon što je Bárbara na nju bacila urok. Udaje se za bogataša. |
| Bibiana Corrales      | Melezia Sandoval                   | Meleciova unuka. Genovevina, Altagracijina, Josefinina i Gervacijina sestra. Udaje se za Cosmea. |
| Adriana Silva         | Josefina Sandoval                  | Jedna od Melecievih unuka. Genovevina, Altagracijina, Melezijina i Gervacijina sestra. Udaje se za Andrésa. |
| Jimie Bernal          | William Danger †                   | Bárbarin prijatelj. Želi Chusmitu i Mariselu samo za sebe. Umire nakon što ga je Balbino upucao. |
| Andrés Martínez       | Tigre Mondragón                    | Jedan od radnika na Strahu. Sluša sve Bárbarine naredbe. |
| Tiberio Cruz          | Pajarote                           | Jedan od radnika na Altamiri. Zaljubljen u Genovevu. |
| Esmeralda Pinzón      | Federica Pernalete                 | Kći pukovnika Pernaletea. Zaljubljena u Antonija. Čini sve da se on oženi njome. Poslije se uda za Mujiquitu. |
| Gabriel González      | Doktor Arias                       | Doktor u selu. Santosov prijatelj, neprijatelj pukovnika Pernaletea. |
| Guillermo Villa       | Otac Pernia                        | Svećenik u selu. |
| Oscar Salazar         | Mauris Requena/Madame Fabulé       | Luisanin bratić. Mariselin dobar prijatelj. Pisac ljubavnih romana. |
| Naren Daryanani       | Onza Mondragón †                   | Jedan od radnika na Strahu. Umire nakon što ga je pregazilo stado. |
| Maritza Rodriguez     | Asunción Vergel de Luzardo †       | Santosova i Felixova majka. Cecilijina sestra. Umire dok su Santos i Felix bili djeca. |
| Marcelo Cezan         | Florencio Reyes Iscijeljitelj      | Poznati pjevač. Pretvara se da je Bárbarin zaručnik. Chepov je prijatelj. |
| Jencarlos Canela      | Asdrubal †                         | Bárbarin dečko u mladosti. Ubili su ga Bárbarini silovatelji. |
| Hermes Camelo         | Jose Tancredo Maduro/Chepo †       | Treći Bárbarin silovatelj. Silovao ju je dva puta. Umro je na Bárbarinim rukama od straha. |